# Стреоц
Стреочка планина или Стреоц је планина на западном Косову, у ланцу Проклетија. Десно од њега су равнице. На 2.377 m (7.799 ft) висине, врх Стреоц се веома добро истиче и из града Пећи се пружа добар поглед на целу планину. Село Стреоц које се налази око планине добило је име по планини. Из града Клине на крајњем истоку долине Стреоц, изгледа чак и виши од Ђеравице. Познато је да је планина која се налази у Стреоцу веома богата минералима и другим вредним материјалима. Повољан положај Стреоца, чини село местом од великог интересовања за стране инвеститоре.